# Agnes Awuor
Agnes Salome Awuor (Kenya, 1967) là một nữ tu sĩ người Kenya.

## Tiểu sử
Cô gia nhập hội chị em vào năm 1986. Cô có bằng cử nhân của trường St. Scholastica's ở Manila, Philippines. Cô đang học thạc sĩ về Giáo dục và Lãnh đạo tại Đại học Dominican ở Illinois. Năm 2012, cô quyết định rời khỏi cuộc đời tu viện để ứng cử vào ghế thượng nghị sĩ Siaya trong cuộc bầu cử quốc hội Kenya năm 2013.